# Antalya Stadyumu
Antalya Stadyumu – stadion piłkarski w Antalyi, w Turcji. Został otwarty 26 października 2015 roku. Może pomieścić 32 539 widzów. Swoje spotkania rozgrywają na nim piłkarze klubu Antalyaspor.
Do 2010 roku domową areną Antalyasporu był stadion im. Atatürka, ponieważ jednak jego dalsze użytkowanie zagrażało bezpieczeństwu, drużyna tymczasowo przeniosła się na Mardan Spor Kompleksi, a w 2012 roku na Akdeniz Üniversitesi Stadyumu. Budowa nowego stadionu rozpoczęła się w czerwcu 2013 roku, a pierwszy mecz na nowym obiekcie piłkarze Antalyasporu rozegrali 26 października 2015 roku (przegrana z Beşiktaşem 1:5). Obiekt powstał w miejscu dawnej hali sportowej Dilek Sabancı Spor Salonu. 26 maja 2016 roku na Antalya Stadyumu został rozegrany finał Pucharu Turcji (Galatasaray – Fenerbahçe 1:0). Na stadionie grywa również piłkarska reprezentacja Turcji.